# 76:14
76:14 è un album in studio del duo inglese Global Communication pubblicato nel 1994.

## Descrizione
Rinunciando alla vena industrial del loro precedente Reload, pubblicato nel 1994 con l'omonimo alias, 76:14 si avvicina stilisticamente all'ambient di Brian Eno, alla musica melodica di Vangelis e adotta ritmi più pacati.
L'album include 5:23, anche pubblicato come singolo con il titolo Maiden Voyage, 8:07, una cover di Love On A Real Train dei Tangerine Dream e 14:31 (precedentemente pubblicata con il nome di Ob-Selon Mi-Nos), citata come uno dei pochi classici del genere IDM e ambient techno. Descrivendo quest'ultima, un lungo e dolente brano scandito dai rintocchi di un orologio a pendolo che si intrecciano con quelli di un basso rallentato e sonorità angeliche, Tom Middleton dei Global Communication dichiarò su Alternative Press che è ispirato alle emozioni che provò al primo funerale a cui partecipò.
Nei crediti del disco, la formazione invita gli ascoltatori a inviare «dipinti, fotografie, poesie, sculture, ricette, aromi» (sic.)
76:14 viene considerato da molti uno dei capolavori del filone "ambient house".

## Tracce
Musiche di Global Communication.
1. 4:02 – 4:02
2. 14:31 – 14:31
3. 9:25 – 9:25
4. 9:39 – 9:39
5. 7:39 – 7:39
6. 0:54 – 0:54
7. 8:07 – 8:07 (musica: Tangerine Dream)
8. 5:23 – 5:23
9. 4:14 – 4:14
10. 12:18 – 12:18

## Formazione
- Mark Pritchard – produzione
- Tom Middleton – produzione